# ابوالقاسم حبیب نیشابوری
ابوالقاسم حبیب نیشابوری پزشک ایرانی بود.از زندگی وی اطلاعات بیشتری یافت نشده.شهرت او با دو رساله مشهورش دربارهٔ طب نبوی پیوند دارد.رونوشت‌های نادر رساله‌های وی که در سال ۱۷۹۲ میلادی نوشته شده در کتابخانه ملی پزشکی ایالات متحده آمریکا موجود است.